# Agrocybe limonia
Agrocybe limonia är en svampart som först beskrevs av Pier Andrea Saccardo, och fick sitt nu gällande namn av David Norman Pegler 1965. Agrocybe limonia ingår i släktet marktofsskivlingar och familjen Strophariaceae.   Inga underarter finns listade i Catalogue of Life.